# Куліга (Алапаєвський міський округ)
Кулі́га (рос. Кулига) — присілок у складі Алапаєвського міського округу (Верхня Синячиха) Свердловської області.
Населення — 95 осіб (2010, 126 у 2002).
Національний склад населення станом на 2002 рік: росіяни — 94 %.